# Albany River Rats
Albany River Rats var en ishockeyklubb i Albany, New York i USA som spelade i AHL i Times Union Center. Klubben hade sitt ursprung i Capital District Islanders, som bildades 1990 och spelade i Houston Field House vid Rensselaer Polytechnic Institute, som låg vid Hudsonfloden i Troy, New York. 1993 bildades Albany River Rats då New Jersey Devils sålde farmarlaget Utica Devils och behövde en ny samarbetspartner. Säsongen 1994–95 vann Albany River Rats Calder Cup.
Albany River Rats var farmalag åt New Jersey Devils från 1993 till 2006. 2006–07 var man farmarlag åt Colorado Avalanche. Från 2006 till 2010 var River Rats farmarlag åt Carolina Hurricanes.